# Penningmått
Några äldre ytmått utgick ifrån jordens penningvärde istället för utsädesmått. Ytan av dessa mått motsvarade värdet av respektive mynt som givit ytmåttet dess namn, exempelvis: daler, mark, öre och  penningar.
Den medeltida skatten sattes till 1/24 av jordens penningvärde, dvs ca: 4 %.